# Elisabeth van Leuchtenberg

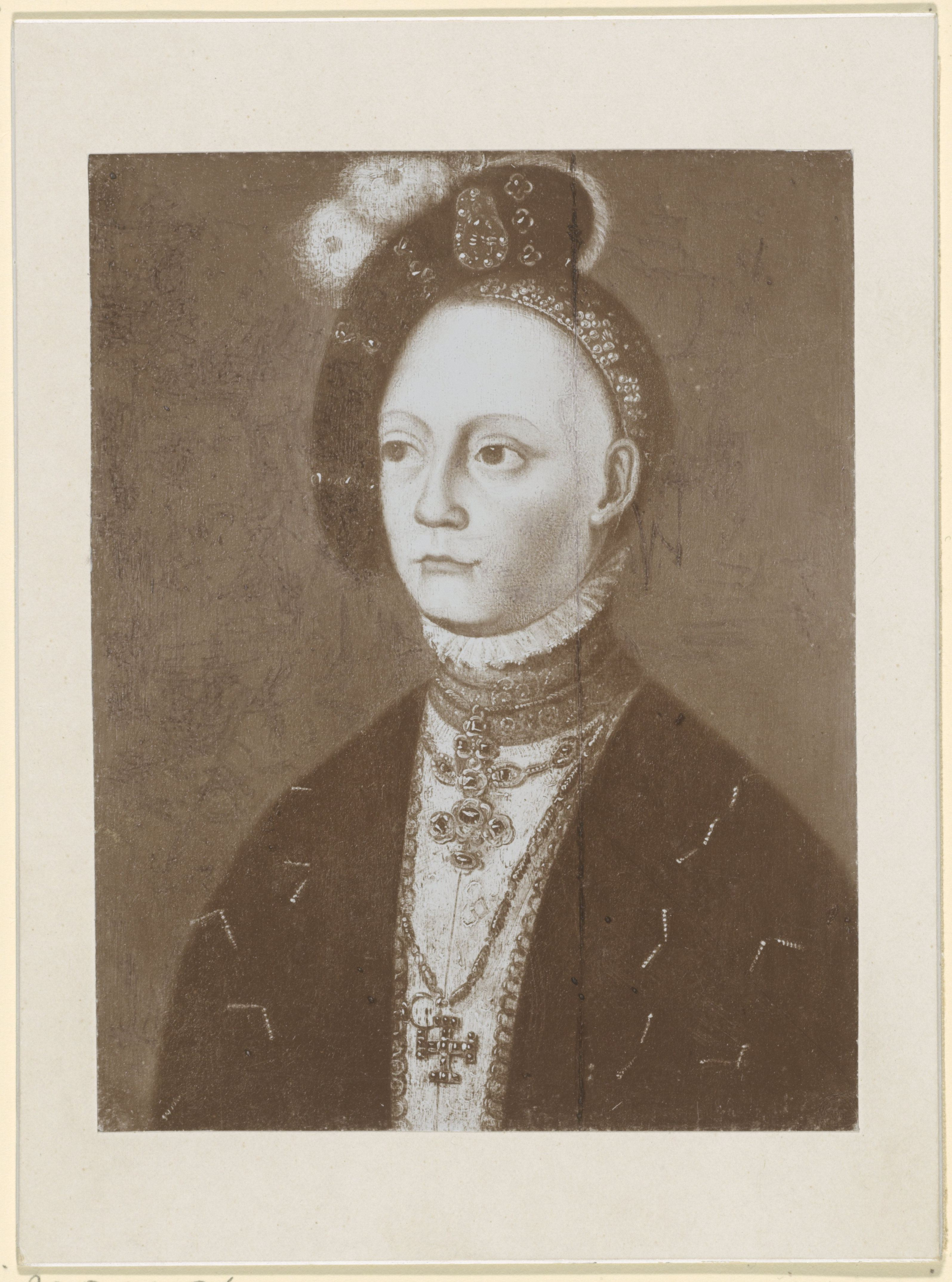
Portret van Elisabeth van Leuchtenberg. Zwart-witfoto naar anoniem origineel.

Elisabeth van Leuchtenberg (maart 1537 - Dillenburg, 6 juli 1579), Duits: Elisabeth Landgräfin von Leuchtenberg, Gräfin zu Hals, was een Duitse landgravin en door huwelijk gravin van Nassau-Dillenburg. Ze was getrouwd met Jan VI van Nassau-Dillenburg en is een rechtstreekse voorouder van de Nederlandse koning Willem-Alexander.

## Levensloop
Elisabeth van Leuchtenberg werd geboren in het landgraafschap Leuchtenberg als dochter van de vorstelijke landgraaf Georg III van Leuchtenberg (1502-1555) en gravin Barbara van Brandenburg-Ansbach. Leuchtenberg was sinds 1153 een graafschap en in 1463 tot rijksgraafschap benoemd met een zetel in de Rijksdag. Het was gelegen in het Beierse Kreits in de huidige grensstreek met Tsjechië. Elisabeth had twee oudere broers en een jongere zus Barbara.
Elisabeth trouwde in Dillenburg op 6 of 16 juni 1559 met Jan van Nassau-Dillenburg, de latere Jan VI en zoon van Willem "de Rijke" van Nassau-Dillenburg en Juliana van Stolberg en broer van Willem van Oranje. Tegelijk vonden er op Dillenburg nog twee huwelijken plaats.

### Kinderen
Uit dit huwelijk werden dertien, of misschien veertien kinderen geboren:
1. Willem Lodewijk (Siegen, 13 maart 1560 - Leeuwarden, 31 mei 1620Jul.). Stadhouder van Friesland (1584-1620), Groningen (1595-1620) en Drenthe (1596-1620). Volgde zijn vader op als graaf van Nassau-Dillenburg. Trouwde Franeker, 25 november 1587 met Anna van Nassau (Breda, 5 november 1563 - Franeker, 13 juni 1588Jul.).
2. Jan VII "de Middelste" (Slot Siegen, 7 juni 1561 - aldaar, 27 september 1623). Volgde zijn vader op als graaf van Nassau-Siegen. Huwde Slot Dillenburg, 9 december 1581 met Magdalena van Waldeck-Wildungen (1558 - Slot Idstein, 9 september 1599). Hertrouwde Slot Rotenburg, 27 augustus 1603 met Margaretha van Sleeswijk-Holstein-Sonderburg (Sonderburg, 24 februari 1583 - Siegen, 10/20 april 1658).
3. George "de Oude" (Dillenburg, 1 september 1562 - Dillenburg, 9 augustus 1623). Volgde zijn vader op als graaf van Nassau-Beilstein. Huwde Slot Neuweilnau, 22 september 1584Jul. met Anna Amalia van Nassau-Saarbrücken (Neuweilnau, 22 november 1565 - Dillenburg, 7 maart 1605). Hertrouwde Dillenburg, 5 oktober 1605 met Amalia van Sayn-Wittgenstein (Berleburg, 3 oktober 1585Jul. - Dillenburg, 28 maart 1633).
4. Elisabeth (Dillenburg, 24 januari 1564 - Frankfurt, 5 mei 1611). Zij trouwde Neuweilnau, 3 oktober 1583 met Filips III van Nassau-Saarbrücken (Weilburg, 14 april 1542 - Saarbrücken, 12 maart 1602). Zij hertrouwde 7 mei 1603 met Wolfgang Ernst I van Isenburg-Budingen (Birstein, 29 december 1560 - Birstein, 21 mei 1633). Hij was een zoon van Filips II van Isenburg-Büdingen-Birstein (1526-1596) en Irmgard von Solms-Braunfels (1536-1577).
5. Juliana (Dillenburg, 6 oktober 1565 - 4 oktober 1630). Trouwde 24 april 1588 met Adolf Hendrik van Salm (1557 - 20 februari 1606). Hertrouwde 8 februari 1619 met Johan Albrecht I van Solms-Braunfels (5 maart 1563 - Den Haag, 14 mei 1625).
6. Filips (Dillenburg, 1 december 1566 - Rijnberk, 3 september 1595). Gouverneur van Gorinchem, Woudrichem en Loevestein 1586-1591 en van Nijmegen sinds 1591.
7. Maria (Dillenburg, 12 november 1568 - Detmold, 30 april 1632Jul.[1]). Huwde Idstein, 2 december 1588Jul. met Johan Lodewijk I van Nassau-Idstein (1567 - Idstein, 20 juni 1596).
8. Anna Sibylla (Dillenburg, 29 september 1569 - Dillenburg, 19 december 1576).
9. Mathilde (27 december 1570 - 10 mei 1625). Trouwde 24 juni 1592  met Willem V, graaf van Mansfeld-Arnstein (1555 - 21 oktober 1615).
10. doodgeboren zoon (Dillenburg, na 25 juli 1572).[2]
11. Ernst Casimir (Dillenburg, 22 december 1573 - Roermond, 2 juni 1632). Volgde zijn vader op als graaf van Nassau-Diez. Stadhouder van Friesland (1620-1632), Groningen en Drenthe (1625-1632). Trouwde Gröningen bij Halberstadt, 8 juni 1607 met Sophia Hedwig van Brunswijk-Wolfenbüttel (Wolfenbüttel, 20 februari of 13 juni 1592 - Arnhem, 23 januari 1642).
12. doodgeboren kind ? (Dillenburg, 1574).[3]
13. Lodewijk Gunther (Dillenburg, 15 februari 1575 - bij Sluis, 12 september 1604).
14. doodgeboren zoon (Dillenburg, 5 juli 1579).

Het laatste kind werd haar fataal. Na haar dood hertrouwde Jan VI nog tweemaal.

### Overlijden en lijkrede
Elisabeth van Leuchtenberg is overleden in het kraambed in Dillenburg op 6 juli 1579, een etmaal nadat haar laatste kind levenloos ter wereld was gekomen. Juliana van Stolberg stond aan haar sterfbed en heeft de ogen van Elisabeth gesloten. Ze werd op 11 juli 1579 begraven in de grafkelder in de Evangelische Stadtkirche te Dillenburg.
Na haar overlijden schreef de Duitse theoloog Christoph Pezel een Leichenpredigt over haar: Leichpredigt Bey dem Begrebnis, Weyland der Durchlauchtigen, Hochgebornen Fürstin vnd Frawen, Frawen Eljzabetha, geborner Landgreuin zu Leuchtemborg, etc. Greuin ... zu Nassau, Cattenelnbogen, etc. löblicher vnd Christlicher Gedechtnis. Sampt Einer Trostschrifft an jre F.G. verschickt den 5. Julij, Als jre F.G. den folgenden 6. Julij seliglich von diesem Leben abgeschieden ist, 1579.

## Nederlandse monarchie
De oudste zoon van Elisabeth trouwde met een dochter van Willem de Zwijger.
Jan VI en Elisabeth van Leuchtenberg werden de rechtstreekse voorouders van de latere Nederlandse monarchie. Het was hun elfde kind, Ernst Casimir, langs wie de lijn doorliep die zou uitkomen bij Willem I, koning der Nederlanden.

## Portretten

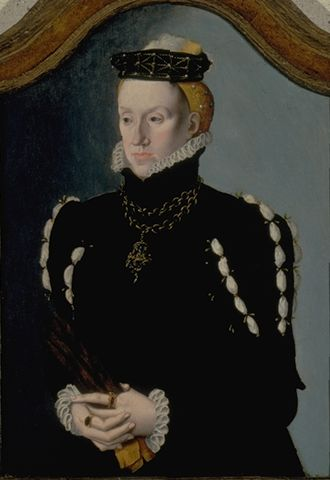
Mogelijk Elisabeth van Leuchtenberg volgens Ben van der Klooster.

Er zijn ten minste twee portretten van Elisabeth van Leuchtenberg bekend. Het eerste is beschikbaar in de collectie van het Rijksmuseum als anonieme foto, gemaakt tussen 1850-1930, van een anoniem schilderij. Het tweede is een schilderij in rond formaat, dat zich bevindt in de collectie van het Koninklijk Huis.
Een ander portret, eveneens door een onbekend gebleven schilder gemaakt, werd oorspronkelijk geïdentificeerd als een portret van Charlotte de Bourbon, maar kunsthistoricus en RKD-medewerker Ben van der Klooster suggereerde dat het mogelijk Elisabeth van Leuchtenberg kon zijn. In dit portret draagt de vrouw een hooggesloten donkere jurk met pofmouwen versierd met linten.
Samen met onder andere een schilderij van Juliana van Stolberg is dat werk in 1921 door de vorstelijke familie von Schwarzburg verkocht aan de Wilkinson-familie. In 1969 zijn beide portretten door Wilkinson bij het veilinghuis Hôtel Drouot in Parijs geveild, en in ander particulier bezit gekomen.

## Stamboom
Voor een beknopte stamboom van Elisabeth, zie: Stamboom Elisabeth van Leuchtenberg.